# 執行罰
執行罰（しっこうばつ）とは、行政上の義務を義務者が怠る場合に、行政庁が、一定の期限を示し、もし期限内に履行しないか履行しても不十分なときは過料を課することを予告して、義務者に心理的圧迫を加える方法により将来に向かって義務の履行を強制する行政上の強制執行をいう。

## 沿革
行政執行法（明治33年6月2日法律第84号）5条1項2号は、不代替的作為義務や不作為義務について、一般的に執行罰の方法による強制執行を認めていたが、1948年（昭和23年）の行政代執行法（昭和23年5月15日法律第43号）の公布・施行により、行政執行法は廃止された。
執行罰は効用が少なく罰則による間接の強制でもその目的を達せられると考えられており、行政執行法廃止前の時代においてもほとんど利用されていなかった。効用の乏しさゆえに一般法で規定しておく必要性が乏しかったことも行政執行法廃止の理由の一つとなった。

## 概要

### 法源
執行罰の根拠法規は国法形式としての「法律」によらなけらばならない。これは、行政代執行法1条が、行政上の義務履行確保（＝行政上の強制執行）についてその根拠は個別の法律および同法に置くと定めており、また同法2条が私人に義務を賦課する根拠規範としての法律を挙げ、さらに括弧書きを付して委任命令および条例を挙げているので、その反対解釈によるものである。
現在では、砂防法36条が執行罰の方法による強制執行を認める唯一の現行法令となっているが、同法が定める執行罰は500円以内の過料と極めて低額で全く適用されておらず、同法の規定が残されているのも整理漏れに過ぎないと考えられている。

### 効果
執行罰は、行政罰とは異なり、一定の期間内に義務の履行がないときは、履行まで繰り返しすることができる。
また、行政刑罰とは目的が異なるので、併課できる。

## 立法論
現在、執行罰は上記の通り事実上有名無実化されているものの、根拠を明確に定め、過料の額を少なくとも義務者が心理的圧迫を感じる程度の額に引き上げるなどの法的措置を行えば義務の履行も期待できるため、今後、執行罰を有効に活用すべきであるという主張も少なくない。他方、罰金刑との均衡の問題が生じたり、濫用のおそれがあるなどとして、もし再導入を図るのであれば条件整備・手続的整備の必要性があるとの意見もある。